# 貴妃芋螺
貴妃芋螺（学名：Conus dusaveli）为芋螺科芋螺屬下的一个种。